# Eldlilja
Eldlilja (Lilium davidii) är en art i familjen liljeväxter. Den förekommer i norra, centrala och sydvästra Kina. Arten odlas som trädgårdsväxt i Sverige.
Eldlilja är en flerårig ört med lök och blir 60-200 cm hög. Löken är äggrund till klotrund, 3-5 cm i diameter med vita lökfjäll, som blir rosatonade ovan jord. Stjälken är papillös och har rötter under jorden.
Bladen sitter strödda, de är smalt lansettlika med uppvända spetsar, håriga kanter, de blir ca 10 cm långa och 3 mm breda. Ibland finns vita ullhår i bladvecken. Blommorna sitter ensamma eller upp till 20 i en klase, de är nickande. Hyllebladen är starkt tillbakarullade, orange till röda, vanligen med prickar i mörk purpur. Nektarierna saknar papiller. Ståndarsträngarna är ljust gröna och ståndarknapparna har orange pollen.
Arten blommar i juli-augusti.

## Varieteter
Två varieteter kan urskiljas:
- var. davidii - bladen har vanligen endast en nerv och bladvecken har samlingar av vita, ulliga hår. Centrala Kina.

- Stor eldlilja (var. willmottiae) - 120-220 cm. Bladen har vanligen tre nerver och bladvecken saknar vita ullhår. Bär upp till 40 blommor. De odlade klonerna är större och uppfattas mer eleganta än typvarieteten. Centrala och sydvästra Kina.

## Sorter
- 'Clarity' (W.A.Constable Ltd, ca 1949) - har orange, ej prickiga hylleblad.
- 'Lady Byng' - 60-100 cm. Hyllebladen är klart orangeröda med purpur prickar. Är en namngiven klon av den så kallade Davimottiae-Gruppen eller Ottawa-hybriderna som består av korsningar mellan var. davidii och var. willmottiae.
- 'Macranthum' (C.Raffill) - 180 cm. Blommorna är djupt orange. De nedre blomskaften har 2-3 blommor. Frökonstant (var. macranthum).
- 'Oriole' (I.Preston, ca 1935) - 100 cm. Ljusa blommor. Möjligen en hybrid.
- 'Queen Charlotte' (Horsford, före 1933) - hyllebladen är laxrosa med täta prickar.
- 'Rex' (B.G.Hayler 1971) - 60-100 cm. Klart orange blommor som är större än vanligt för arten.
- 'Unicolor' - 90 cm. 10-15 blommor. Hyllebladen är blekt orange och har endast få eller inga prickar (var. unicolor).

## Hybrider
Eldlilja har använts flitigt inom liljeförädlingen. En känd sort är:
- 'Maxwill' (Skinner 1932) - till 220cm, med 30 blommor eller mer. Hyllelbaden är orangeröda med några prickar. (pricklilja (L. leichtlinii var. maximowiczii) × stor eldlilja).

Hybrider med brandlilja (L. bulbiferum) har kallats Lilium ×crovidii.

## Synonymer
var. davidii, autonym
- Lilium biondii Baroni
- Lilium cavaleriei H.Lév. & Vaniot in A.A.H.Léveillé
- Lilium davidii f. macranthum Raffill ex Woodcock & Coutts
- Lilium davidii var. macranthum (Raffill ex Woodcock & Coutts) Raffill
- Lilium davidii var. schootii Bergmans
- Lilium davidii var. unicolor (Hoog) Cotton
- Lilium sutchuenense Franch.
- Lilium thayerae E.H.Wilson
- Lilium willmottiae var. unicolor Hoog

var. willmottiae (E.H.Wilson) Raffill
- Lilium chinense Baroni
- Lilium warleyense auct.
- Lilium willmottiae E.H.Wilson